# میکولا موسولیتین
میکولا موسولیتین (اوکراینی: Микола Володимирович Мусолітін؛ زادهٔ ۲۱ ژانویهٔ ۱۹۹۹) بازیکن فوتبال اهل اوکراین است.
از باشگاه‌هایی که در آن بازی کرده‌است می‌توان به باشگاه فوتبال لخیا گدانسک و باشگاه فوتبال چورنومورتس اودسا اشاره کرد.
وی همچنین در تیم‌های ملی فوتبال Ukraine national under-16 football team, Ukraine national under-17 football team, Ukraine national under-18 football team, Ukraine national under-19 football team، و زیر ۲۰ سال اوکراین بازی کرده‌است.